# Foyer

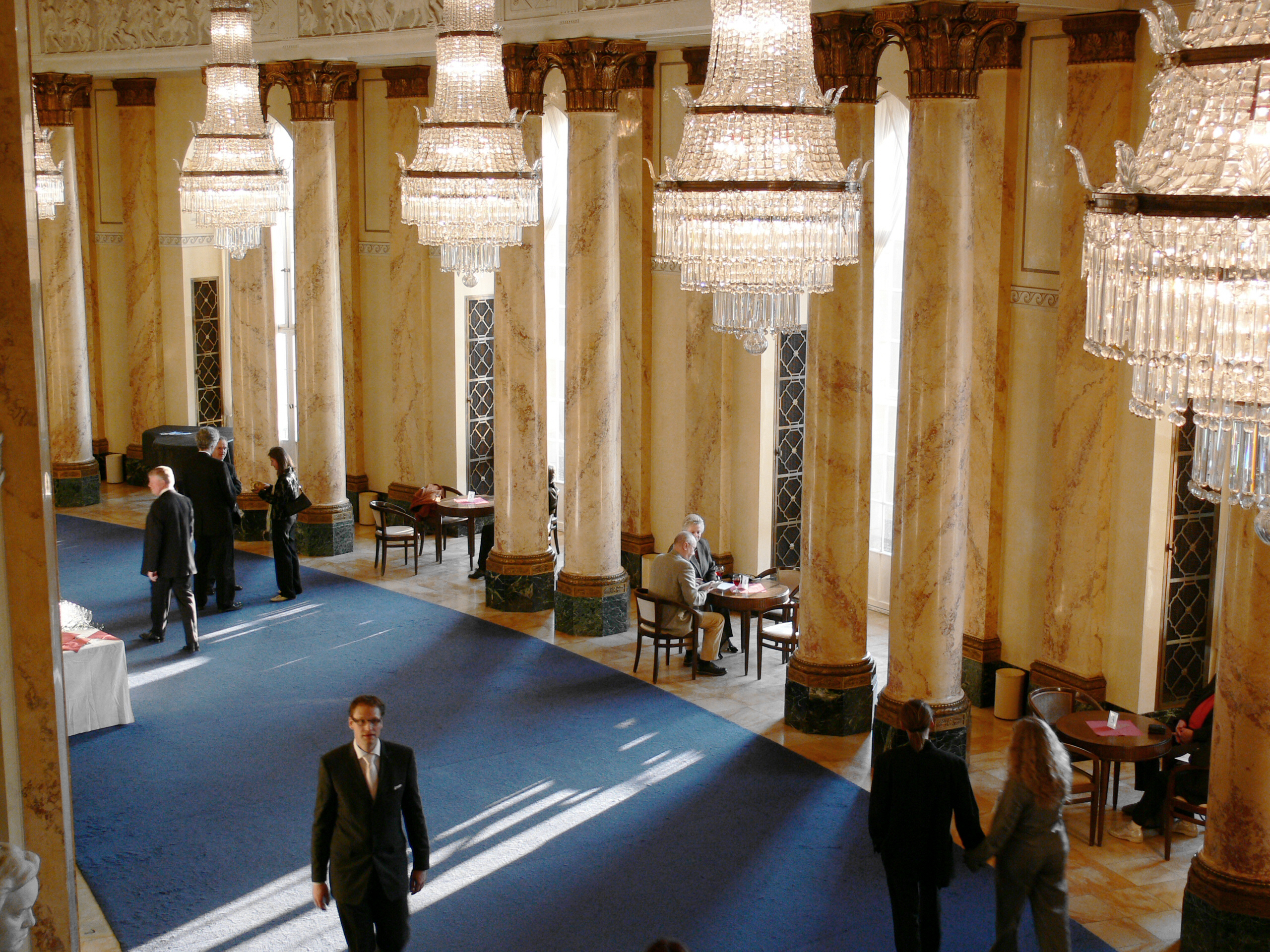
Foyer stuttgartské státní opery

Foyer (vyslov: foajé, ze starofranc. foyer ) ve svém původním významu označoval prostor ohniště. V dnešní době jím označujeme specializovaný společenský sál v divadle nebo v koncertní síni, který slouží pro osvěžení a oddech diváků během přestávek při představení nebo při koncertu. Jedná se obvykle o větší místnost, která ve velkých divadlech mívá svoji specifickou uměleckou a jinou výzdobu a kterou lze v případě potřeby využívat jakožto malou výstavní síň, malou koncertní síň, místo pro pořádání různých menších společenských slavností apod.